# Pokřikov
Pokřikov – gmina w Czechach, w powiecie Chrudim, w kraju pardubickim. Według danych z dnia 1 stycznia 2014 liczyła 260 mieszkańców.
W miejscowości jest przystanek kolejowy Pokřikov.